# Олькани
Олькани (фр. Olcani, корс. Olcani) — коммуна во Франции, находится в регионе Корсика. Департамент коммуны — Верхняя Корсика. Входит в состав кантона Кап-Корс. Округ коммуны — Бастия.
Код INSEE коммуны — 2B184.

## Население
Население коммуны на 2008 год составляло 65 человек.
| 1962 | 1968 | 1975 | 1982 | 1990 | 1999 | 2008 |
| ---- | ---- | ---- | ---- | ---- | ---- | ---- |
| 104  | 124  | 96   | 80   | 65   | 55   | 65   |

## Экономика
В 2007 году среди 26 человек в трудоспособном возрасте (15—64 лет) 14 были экономически активными, 12 — неактивными (показатель активности — 53,8 %, в 1999 году было 50,0 %). Из 14 активных работали 14 человек (10 мужчин и 4 женщины), безработных не было. Среди 12 неактивных 1 человек был учеником или студентом, 7 — пенсионерами, 4 были неактивными по другим причинам.

## Фотогалерея

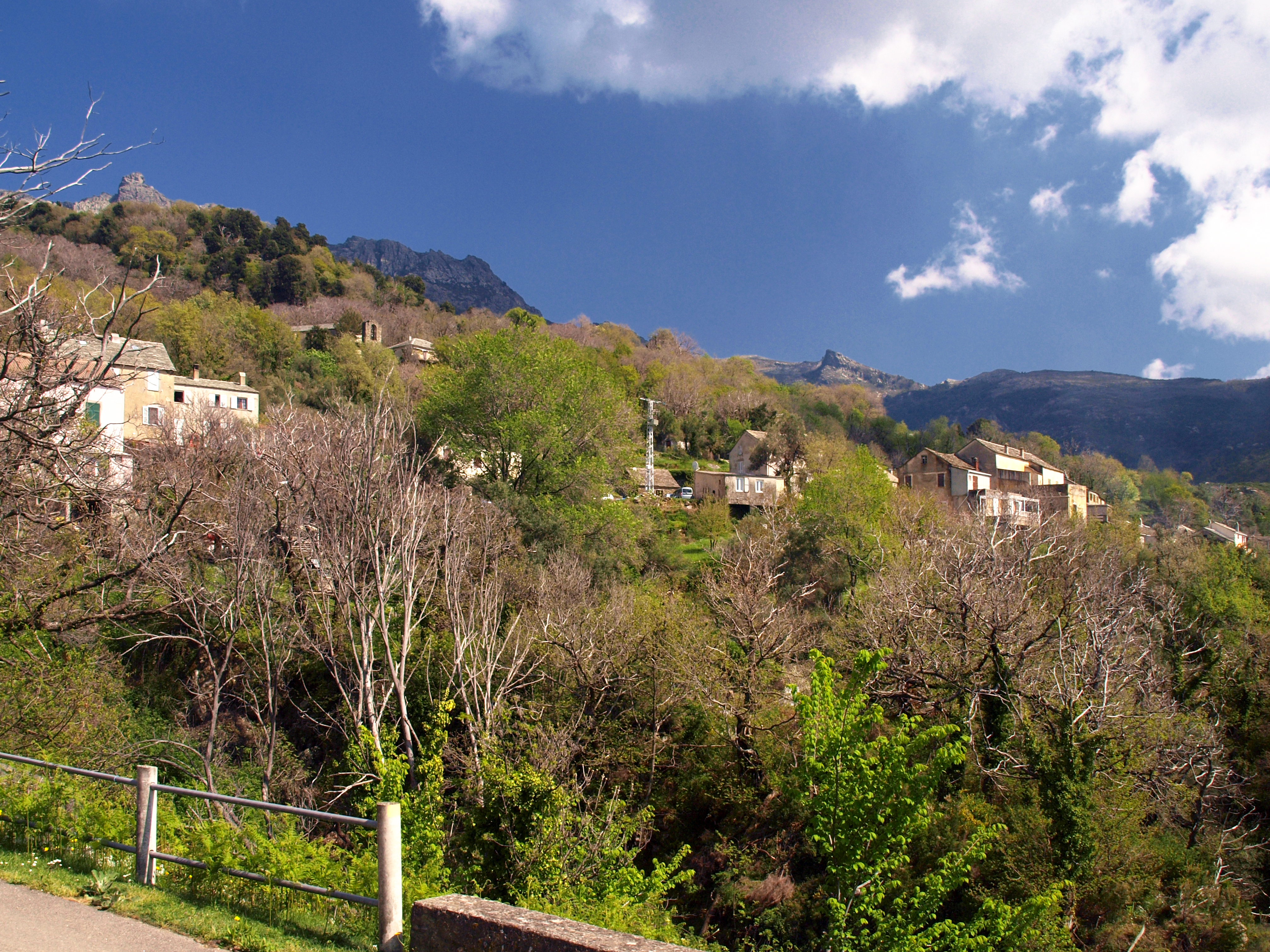
Олькани
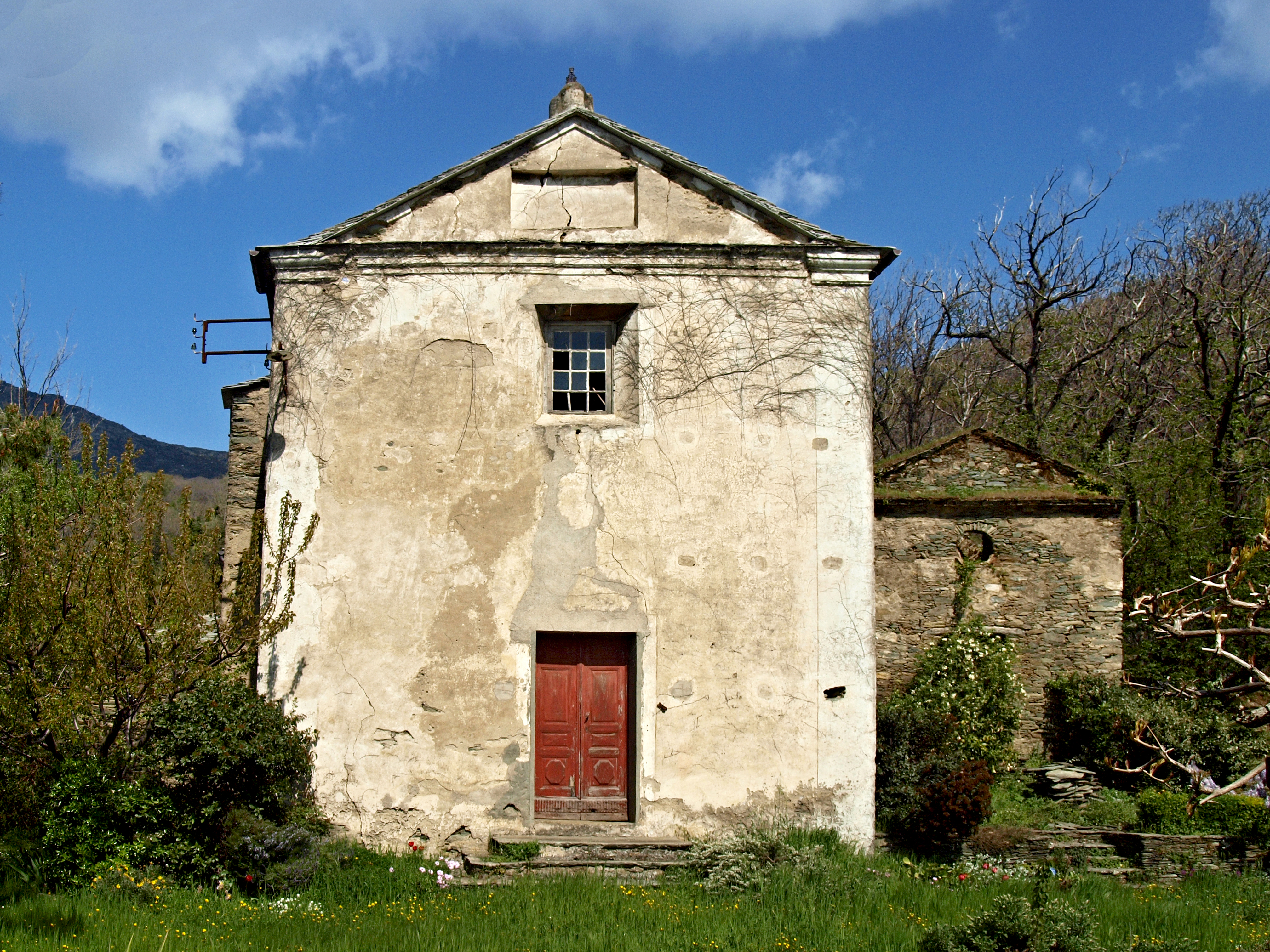
Церковь Сант’Андреа
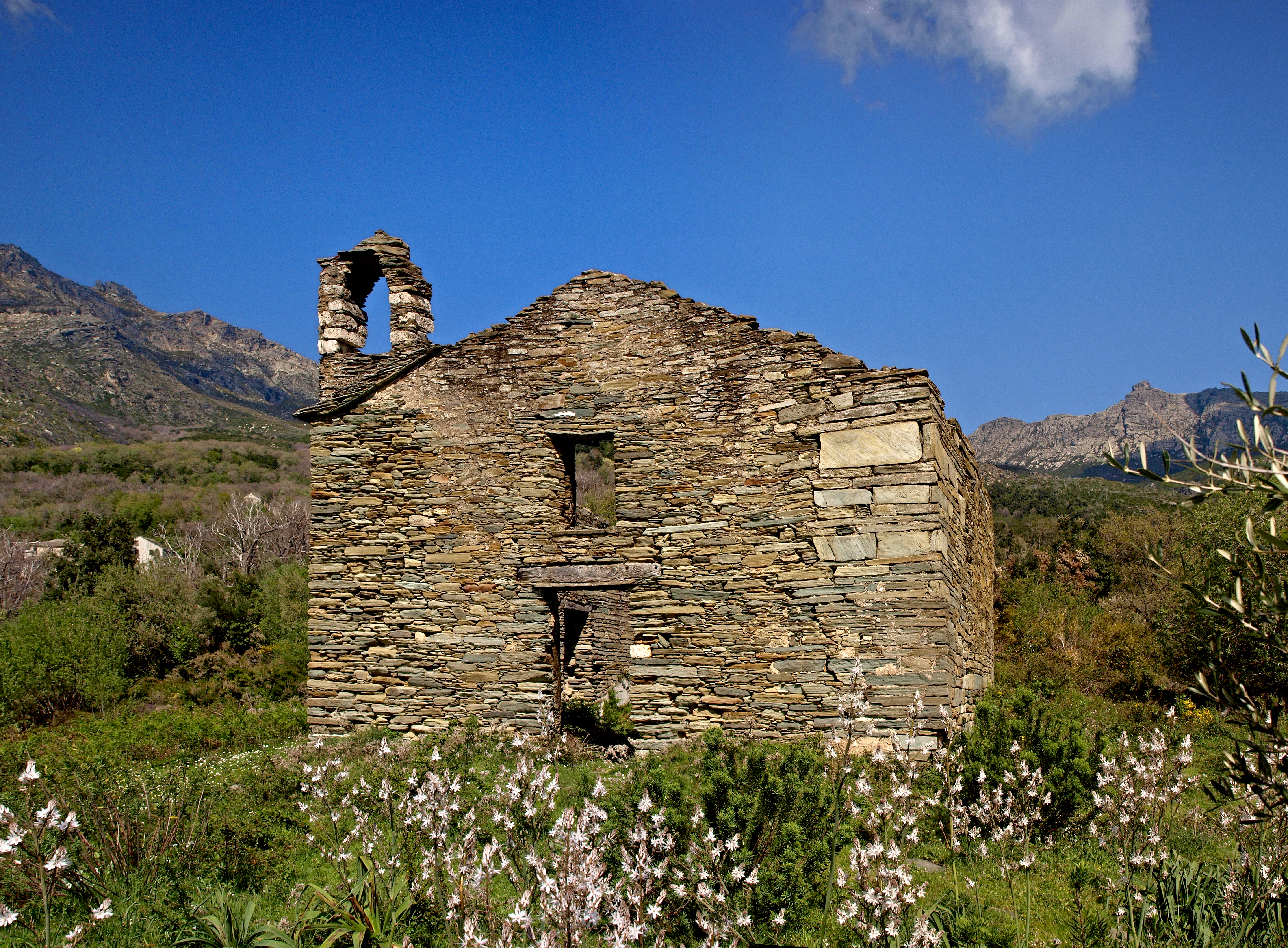
Руины часовни San Quilicu (X век)